# Ahmed Zaki Yamani
Pour les articles homonymes, voir Zaki.
Sheikh Ahmed Zaki Yamani (en arabe : الشيخ أحمد زكي يماني), couramment appelé Sheikh Yamani, est un homme politique saoudien, né le 30 juin 1930 à La Mecque (Arabie saoudite) et mort le 23 février 2021 à Londres (Royaume-Uni). Il fut le ministre saoudien du Pétrole et des Ressources minérales de 1962 à 1986 et un des ministres à l'OPEP pendant vingt-cinq ans.
Diplômé de la Harvard Law School, Yamani devint un proche conseiller du gouvernement saoudien en 1958 puis ministre du pétrole en 1962. Il est surtout connu pour son rôle durant le choc pétrolier de 1973, quand il poussa l'OPEP à quadrupler le prix du brut. Durant cette période, Yamani gagna une réputation internationale, connu en Occident aussi bien pour son habileté diplomatique que pour sa barbichette caractéristique.
Le 25 mars 1975, il se tient aux côtés du roi Faycal lorsque ce dernier est abattu par son neveu Fayçal ben Moussaïd ben Abdelaziz Al Saoud. Yamani perd alors son mentor.
Huit mois, plus tard, en décembre 1975, Yamani et onze autres ministres de l'OPEP sont pris en otage par le célèbre terroriste Carlos ath-Tha'lab à Vienne en Autriche. Il est relâché en Algérie, sur pression du président Houari Boumédiène auprès de Carlos, au terme d'un périple de trois jours en avion avec ses ravisseurs à travers le Moyen-Orient alors qu'il semble que Carlos ait reçu l'ordre de ses supérieurs d'exécuter Yamani et son homologue iranien Amouzegar à Bagdad. 
En octobre 1986, le roi Fahd démissionna Yamani de son poste de ministre du pétrole. Une des raisons à cela était la volonté du gouvernement saoudien de mettre en place sa propre politique pétrolière. En 1990, il créa le Centre d'études pour l'énergie, un groupe d'analyse des marchés énergétiques, basé à Londres.
Il fut le symbole de ce tournant des années 1970 pour l'histoire de la production pétrolière avec le déclin de l'influence des grandes compagnies pétrolières et la montée en puissance des pays producteurs et de leur organisation représentative, l'OPEP.
Récemment[Quand ?], il a condamné l'invasion américaine en Irak.

## Sa jeunesse
Ahmed Zaki Yamani est né à La Mecque, en 1930 dans une famille prospère de trois enfants. L'Arabie Saoudite est en cours d'unification, pays pauvre et alors sans réserves pétrolières connues. Son père, Hassan Yamani est un cadi – juge musulman – au Hedjaz et un docteur respecté en loi islamique, qui fut grand mufti en Indonésie et en Malaisie. Le grand-père de Yamani a été grand mufti en Turquie. Le nom Yamani est d'origine yéménite.
À 17 ans, le jeune Yamani part pour l'université du Caire et obtint une licence en droit en 1951. Inspiré par les exemples de son père et de son grand-père, il envisage de devenir enseignant lors de son retour en Arabie Saoudite, il y renonce et rentre au Ministère des finances saoudien. Dans un pays comptant peu de juristes, il est remarqué et le gouvernement saoudien l'envoie à la Comparative Law Institute for non-American lawyers de l'université de New York et en 1955, il obtint un master de jurisprudence comparative. Pendant cette période, il rencontre Laila avec qui il se marie à Brooklyn dans la maison d'un ami marocain.
Avec l'aide d'un professeur de la NYU, Yamani passe l'année suivante à la faculté de droit de Harvard obtenant un second master en 1956 puis retourne au ministère des Finances saoudien, rejoignant le nouveau département de la zakât et des impôts. Il gardera de cette période une fascination pour l'Amérique et surtout pour New York où il effectuera par la suite de très nombreux séjours. La même année, il crée son propre cabinet d'avocat, sans doute le premier cabinet d'avocat organisé dans son pays et lui permet de travailler avec le gouvernement saoudien et de renforcer ses liens avec le Bureau du pétrole.
En 1957, naît la première fille de Yamani, (Mai Yamani), suivie par une seconde fille, Maha, en 1959 et son premier fils, Hani, en 1961. Mai Yamani étudiera plus tard l'anthropologie et est maintenant auteur et chercheur au Royal Institute of International Affairs. Maha obtint elle un diplôme de droit de l'université de Cambridge et Hani un diplôme d'administration des affaires. Yamani se remaria avec Tammam al-Anbar le 23 mars 1975 et eut cinq nouveaux enfants.